# Johann Gottfried Rode
Johann Gottfried Rode (Kirchscheidungen, 25 februari 1797 – Potsdam, 8 januari 1857) was een Duits componist, militaire kapelmeester en hoornist.

## Levensloop
Rode werd als buitengewoon goede hoornist in 1817 tot "stabshornist" van het Pruisische Garde-Jagers-bataljon te Potsdam bevorderd. In deze tijd studeerde hij aan de Koninklijke Hogeschool voor muziek te Berlijn onder andere compositie bij Karl F. Zelter en behaalde het diploma als "Musikmeister". Van 1827 tot 1857 was hij kapelmeester van de Muziekkorps van het Garde Jagers-bataljon te Potsdam. 
In 1853 benoemde hem Koning Frederik Willem IV van Pruisen tot "Koninklijke muziekdirecteur". 
Hij heeft zich ingezet voor de karakteristieke bezetting van de Duitse Jagers-muziekkorpsen tegen de voorstellingen van de reformator Wilhelm Wieprecht. 
Rode bewerkte rond 3.000 stukken en schreef ook enige eigen werken, waaronder de bekende mars Der Jäger aus Kurpfalz (De Jager uit Keurpalts), AM II, 243, die in Beieren de parademars van alle jagers-bataljons was en ook tegenwoordig nog bij de Jagers-bataljonen van het Duitse leger (Bundeswehr) gespeeld wordt. 